# Méhes László (színművész)
Méhes László (Enying, 1961. január 26. –) Jászai Mari-díjas (1993) magyar színész, rendező.

## Életpályája
Tanulmányait a Színház és Filmművészeti Főiskolán 1983-ban fejezte be. A népszerű művész 1981-től a Vígszínház tagja, de film- és tévészerepei révén is ismert, rendezései rendre sikereket aratnak. 2005-től főrendezője, 2010. július 1-jétől 2011. márciusáig a József Attila Színház igazgatója.
2012-től a Komáromi Jókai Színház főrendezője, mellette 2011–2020 között a Pécsi Nemzeti Színház rendezője is volt.
2020-tól ismét a Vígszínház tagja. 2023-tól a Színház- és Filmművészeti Egyetem zenés színész osztályának osztályvezető tanára, Mátyássy Szabolccsal.

## Színházi szerepei
- Déry Tibor: Képzelt riport egy amerikai popfesztiválról....Bill
- Valló Péter: In memoriam Ö.I.....
- Sarkadi Imre: Kőműves Kelemen....Rádó
- Euripidész-Goethe: Iphigeneia a tauruszok földjén....
- Zuckmayer: A Köpenicki kapitány....
- Székely János: Vak Béla király....Miklós
- Jellicoe: A trükk....Colin
- Pierre-Augustin Caron de Beaumarchais

- Horváth-Sztevanovity- Presser: A Padlás. . . . HERCEG

Dés-Geszti: A dzsungel könyve . .. Ká, a kígyó

## Színházi rendezései
- Gorman: Rémségek kicsiny boltja (1993, 1994)
- Keyes: Virágot Algernonnak (1994)
- Chapman–Cleese–Idle: Gyalog galopp (1999, 2000)
- Rideg Sándor: Indul a bakterház (2000)
- Fenyő–Tasnádi: Made in Hungária (2001)
- Meilhac–Milhaud: Nebántsvirág (2003)
- Hans Alfredson–Tage Danielsson: Picasso kalandjai (2003)
- Feydeau: Bolha a fülbe (2004, 2014)
- Ludwig: Primadonnák (2004, 2009, 2011)
- Beaumarchais: Figaro házassága (2004)
- Kuan: A kobra (2004)
- Lewandowski: Hamlet helyett (2004)
- K. Halász Gyula–Kristóf Károly: Fiatalság bolondság (2005)
- Dumas: A három testőr (2005)
- Rejtő Jenő: Vanek úr Afrikában (2006)
- Brecht: Filléres opera (2006)
- Tasnádi István–Fenyő Miklós: Aranycsapat (2006)
- Barrie: Pán Péter (2006)
- Kocsák–Nagy: Járom az utam (2006)
- Ionescu: Székek (2007)
- Gádor Béla–Tasnádi István: Othello Gyulaházán (2008)
- Cooney–Chapman: Kölcsönlakás (2008)
- Ionesco: Különóra (2008)
- Buchan–Hitchcock: 39 lépcső (2009)
- Cooney–Hilton: Négyesikrek (2009)
- Boccaccio: Dekameron (2009)
- Lloyd-Croft: Hallo, hallo! (2010)
- Békeffy István: A régi nyár (2010)
- Kálmán Imre: A Csárdáskirálynő (2011)
- Molière: Tartuffe (2012)
- Hans Alfredson–Tage Danielsson: Picasso kalajndai (2012)
- Szirmai Albert: Mágnás Miska (2013)
- Osztrovszkij: Jövedelmező állás (2014)

## Filmszerepei

### Játékfilmek
- Csontváry (1980)
- Te rongyos élet (1984)
- Szirmok, virágok, koszorúk (1985)
- A tanítványok (1985)
- Hány az óra, Vekker úr? (1985)
- Redl ezredes I-II. (1985)
- Titánia, Titánia, avagy a dublőrök éjszakája (1988)
- Eldorádó (1988)
- A másik ember (1988)
- Vadon (1988)
- A távollét hercege (1991)
- Hamis a baba (1991)
- Könyörtelen idők (1992)
- Balekok és banditák (1997)
- Retúr (1997)
- Zimmer Feri (1998)
- Szeptember (1999)
- 6:3 (1999)
- Le a fejjel! (2005)
- Sorstalanság (2005)
- Üvegtigris 2. (2006)
- 9 és ½ randi (2008)

### Tévéfilmek
- Nyolc évszak 1-8. (1987)
- Gyilkosság két tételben (1987)
- Linda (1988)
- Szomszédok (1988–1989)
- Peer Gynt (1988)
- Hét akasztott (1989)
- Zenés TV Színház (1990)
- Nem érsz a halálodig (1990)
- Peches ember ne menjen a jégre (1990)
- A Biblia (1990)
- Privát kopó (1993)
- Família Kft. (1997)
- Presszó (1998)
- Kossuthkifli (2015)
- Pepe (2023)

## Díjai
- Jászai Mari-díj (1993)
- Hegedűs Gyula-emlékgyűrű (1994)
- Iglódi István-emlékgyűrű (2016)